# Baorangia bicolor
O Baorangia bicolor é um cogumelo comestível do gênero Baorangia. Ele habita a maior parte do leste da América do Norte, principalmente a leste das Montanhas Rochosas, mas pode ser encontrado do outro lado do mundo na China e no Nepal. Seu basidioma (cogumelo) é classificado como de tamanho médio ou grande, o que ajuda a distingui-lo das muitas espécies de aparência semelhante que têm uma estatura menor. Um hematoma azul profundo/índigo na superfície dos poros e uma mudança de coloração menos dramática no estipe, que leva um tempo de vários minutos para aparecer, são características de identificação que o distinguem da espécie venenosa semelhante Boletus sensibilis. Há duas variações da espécie, a variedade borealis e a variedade subreticulatus.

## Taxonomia e nomenclatura
A Baorangia bicolor foi originalmente nomeada em 1807 pelo botânico italiano Giuseppe Raddi. Posteriormente, o micologista americano Charles Horton Peck nomeou uma espécie coletada em Sandlake, Nova York, em 1870, como Boletus bicolor. Embora essa denominação seja considerada ilegítima devido ao artigo 53.1 do Código Internacional de Nomenclatura Botânica, Peck ainda é considerado, na monografia de Bessette et al. (2000), a autoridade sobre boletos norte-americanos. Boletus bicolor (Raddi) não é um sinônimo de "Boletus bicolor" de Peck. O Boletus bicolor de Peck descreve a espécie do leste da América do Norte que é o conhecido "boleto de duas cores", enquanto o Boletus bicolor de Raddi descreve uma espécie europeia separada que está perdida para a ciência. Em 1909, uma espécie encontrada em Cingapura foi denominada Boletus bicolor por George Edward Massee; essa denominação também é ilegítima e é sinônimo de Boletochaete bicolor, de acordo com Singer. Estudos moleculares descobriram que a Boletus bicolor não estava intimamente relacionada ao holótipo de Boletus, Boletus edulis, e, em 2015, Alfredo Vizzini transferiu o Boletus bicolor para o gênero Baorangia. O nome botânico original desse boleto foi derivado das palavras em latim bōlētus, que significa "cogumelo", e bicolor, que significa "duas cores".

## Descrição

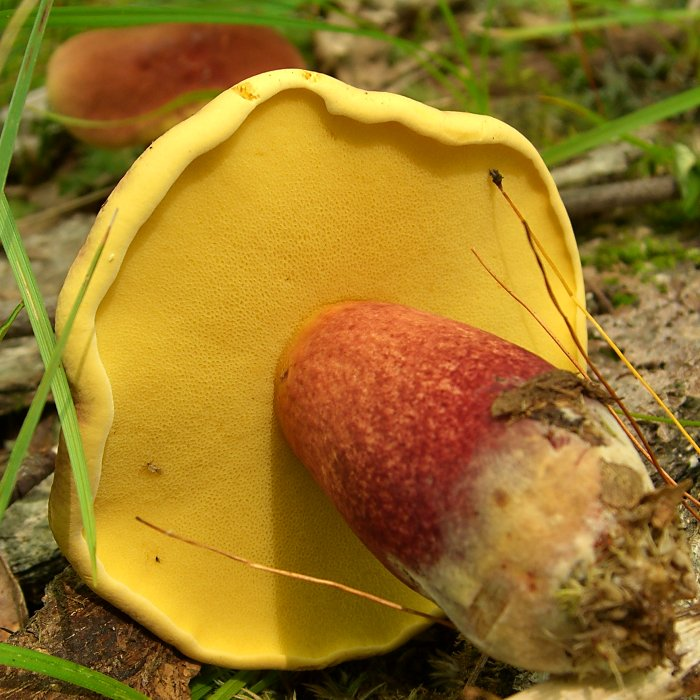
A superfície dos poros do B. bicolor é amarela brilhante.

A cor do píleo varia de vermelho-claro e quase rosa a vermelho-tijolo. A coloração mais comum é vermelho-tijolo quando maduro. O píleo geralmente varia de 5 a 15 cm de largura, com poros amarelos brilhantes embaixo. O Baorangia bicolor é um dos vários tipos de boletos que têm a reação incomum de a superfície dos poros produzir uma cor azul escuro/índigo quando é ferida, embora a reação seja mais lenta do que em outros boletos. Quando a carne é exposta, ela também fica azul-escura, mas de forma menos intensa do que a superfície dos poros. Os basidiomas jovens têm superfícies de poros amarelos brilhantes que lentamente se tornam amarelos ocre na maturidade.
O estipe varia de 5 a 10 cm de comprimento e de 1 a 3 cm de largura. A coloração do estipe é amarela na parte de cima e vermelha ou vermelha rosada nos dois terços inferiores. Quando ferido, ele se torna azul muito lentamente e, em alguns casos, quase não muda de cor. O estipe não tem um anel e nem um véu parcial.

### Características microscópicas
A esporada é marrom-oliva. Vistos com um microscópio, os esporos são ligeiramente oblongos a ventricosos (inchado na parte central) na vista de frente; na vista de perfil, os esporos são aproximadamente inequilaterais a oblongos e têm uma depressão supra-hilar rasa. Os esporos parecem quase hialinos (translúcidos) a ocráceo pálido sujo quando montados em solução de hidróxido de potássio (KOH); têm uma superfície lisa e medem de 8 a 12 por 3,5 a 5 μm. A trama do tubo é divergente (origina-se de um único filamento central de hifas) e gelatinosa, não é amiloide [en] (não produz reação no tecido com aplicação de iodo ou reagente de Melzer), e muitas vezes apresenta coloração marrom-amarelada quando colocada em hidróxido de potássio (KOH) diluído.

### Testes químicos
Outros métodos de identificação são os testes químicos. Com a aplicação de FeSO4 na pileipellis, ela se torna cinza-escura, quase preta; com a aplicação de hidróxido de potássio ou NH4OH, ela não apresenta coloração. A carne mancha de cinza azulado a verde oliva quando o FeSO4 é aplicado a ela, de laranja pálido a amarelo pálido com a aplicação de KOH e não muda de coloração com a aplicação de NH4OH.

## Comestibilidade
O Baorangia bicolor é um cogumelo comestível, embora algumas pessoas possam ter uma reação alérgica após a ingestão, o que resulta em dor de estômago. O cogumelo tem um sabor muito suave ou nenhum sabor. Ele pode ser cozido de várias maneiras. A desidratação do Baorangia bicolor é um bom método de armazenamento. É importante observar o tempo que ele leva para apresentar coloração azul quando machucado ao identificá-lo para consumo; o cogumelo deve levar vários minutos para azular, ou não apresentar mudança de cor, em comparação com o Boletus sensibilis que é venenoso e tem muitas das mesmas características visuais do Baorangia bicolor, mas fica azulado instantaneamente após machucado.

## Distribuição e habitat
O Baorangia bicolor é distribuído do sudeste do Canadá e da região dos Grandes Lagos, principalmente a leste das Montanhas Rochosas, até o sul da península da Flórida e ao meio-oeste até Wisconsin. É comumente encontrado em florestas decíduas e geralmente cresce sob ou perto de árvores de folhas largas, especialmente carvalhos. Pode ser encontrado isoladamente e em grupos esparsos ou densos, principalmente de junho a outubro. O Baorangia bicolor também é encontrado na China e no Nepal, onde é um dos cogumelos mais usados dentre as mais de 200 espécies de cogumelos comestíveis usadas no Nepal. Essa distribuição incomum do Baorangia bicolor e de outros cogumelos é conhecida como disjunção de Grayan; o fenômeno é caracterizado por uma espécie que vive em um continente ou ilha e depois também no outro lado do mundo, sem nenhum espécime da espécie vivendo entre os habitats específicos. A disjunção de Grayan não é incomum entre os fungos.

## Espécies semelhantes

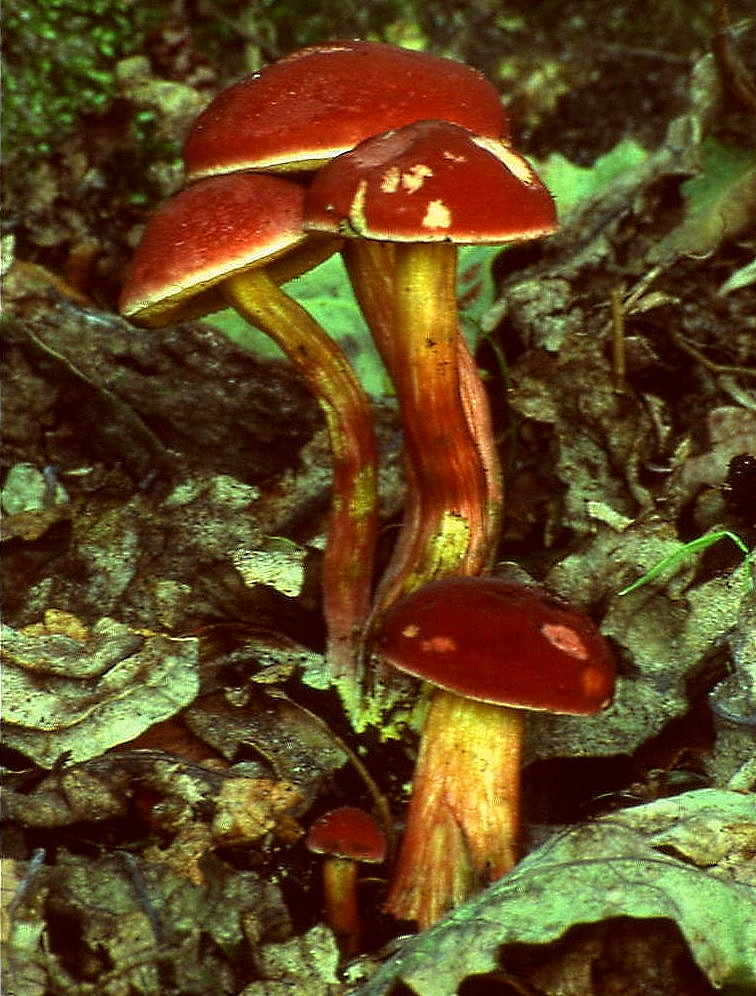
Hortiboletus rubellus

Existem várias espécies que são semelhantes à Baorangia bicolor e as diferenças são mínimas na maioria dos casos. A Boletus sensibilis difere da Baorangia bicolor por ter uma reação imediata quando machucada e ser venenosa, causando dor de estômago se ingerida e, em alguns casos, uma reação alérgica grave. A B. miniato-olivaceus tem um estipe totalmente amarelo e a coloração do píleo é ligeiramente mais clara. Ela também tem uma reação quando machucada mais imediata do que a B. bicolor e o estipe é ligeiramente mais longo em proporção ao píleo. A B. peckii difere da B. bicolor por ter um tamanho médio menor, um píleo vermelho rosado que se torna quase marrom com a idade, a cor da carne mais pálida e sabor amargo. A B. speciosus difere da B. bicolor por ter um estipe totalmente reticulado, cores mais brilhantes e esporos cilíndricos muito estreitos. Descobriu-se que a Hortiboletus rubellus subsp. rubens e a B. bicolor quase não apresentam diferenças entre si e não podem ser distinguidas apenas pela aparência. A Boletus bicoloroide é muito semelhante à B. bicolor, sendo que as principais diferenças entre elas são que a B. bicoloroide só foi encontrada em Michigan e tem esporos maiores. A B. bicoloroide também é um pouco maior do que a B. bicolor, com cerca de 1 cm a mais de comprimento no estipe e 1 cm no píleo. Essa espécie não foi tão pesquisada quanto a B. bicolor, portanto, testes macroquímicos, comestibilidade, faixa de distribuição e a cor da esporada são desconhecidos.

## Variedades
Há duas variedades da Baorangia bicolor: borealis e subreticulatus. Ambas as variedades têm um habitat muito semelhante ao da espécie principal, exceto pelo fato de parecerem estar limitadas apenas ao continente norte-americano. Ambas as variedades também têm uma coloração ligeiramente diferente da B. bicolor, têm poros mais profundos e não são tão frequentemente consumidas ou usadas em receitas regionais.

### Variedadeborealis
A variedade borealis tem um esquema de cores um pouco mais escuro do que a espécie principal; o píleo pode variar de um vermelho maçã brilhante a um vermelho tijolo escuro com a maturidade, até quase roxo em alguns casos. A superfície dos poros tem uma coloração variável de vermelho alaranjado a vermelho, tornando-se um vermelho marrom opaco com a idade. A coloração dos hematomas é verde-azulada e a esporada é marrom-oliva. A distribuição da variedade borealis é relativamente pequena, indo de Michigan até a parte superior da Nova Inglaterra. A distribuição e a coloração semelhantes às da Boletus carminiporus fizeram com que as duas fossem confundidas. Novas evidências moleculares mostram que a variedade borealis não está intimamente relacionada à Baorangia bicolor var. bicolor.

### Variedadesubreticulatus
A variedade subreticulatus, assim como a variedade borealis, tem uma coloração geralmente mais escura do que a Baorangia bicolor, mas varia muito mais do que ambas. Quando fresco, a coloração do píleo varia de vermelho rosado, vermelho, rosa, vermelho escuro e vermelho púrpura. Com o amadurecimento, a cor do píleo muda para vermelho canela ou rosa enferrujado, com amarelamento na margem. A superfície dos poros é semelhante à da espécie principal: amarela quando fresca e, com o passar do tempo, muda para um amarelo ocre opaco; a coloração dos hematomas é azul, mas é muito mais clara e, às vezes, não parece manchar quando ferida. A esporada é marrom oliva. A distribuição da variedade subreticulatus é muito semelhante à distribuição da Baorangia bicolor na América do Norte e aparece ao norte até o leste do Canadá, ao sul até a Flórida e a oeste até Wisconsin.